# Бивэн, Бив
Бив Бивэн (англ. Bev Bevan; 25 ноября 1944, Бирмингем) — британский рок-музыкант, известен как барабанщик и один из основателей групп The Move и Electric Light Orchestra (ELO). После распада группы ELO в 1986 году основал проект под названием ELO Part II без участия певца и композитора Джеффа Лина.
Бивэн так же известен участием в концертах Black Sabbath в 1983—1984 годах и в записи их альбома 1987 года The Eternal Idol.

## Биография
Бивэн родился в районе Спаркхилл, Бирмингем, Великобритания. После обучения в Moseley School, где он получил 2 уровня O-level, он работал в качестве консультанта-продавца в универсальном магазине под названием The Beehive со своим школьным товарищем Джаспером Карроттом. Его карьера как музыканта началась с участия с Денни Лэйном в его группе Denny Laine and the Diplomats. После этого он работал с Карлом Уэйном и The Vikings вплоть до основания The Move в 1966 году. The Electric Light Orchestra записали свой первый альбом в 1971 и к этому времени The Move существовали только как студийный ансамбль. Они выпустили свой последний сингл «California Man» в 1972 году и последовавший затем успех Electric Light Orchestra похоронил этот проект.
Бивэн имеет глубокий голос, с The Move он записался как певец на двух песнях: на ремейке «Zing! Went the Strings of My Heart» и на пародии в стиле кантри песни «Ben Crawley Steel Co». Он сочинил две песни для The Movie: рок-блюзовую «Turkish Tram Conductor Blues» из альбома Looking On и пародию на песню Элвиса Пресли «Don’t Mess Me Up» с альбома Message from the Country. Позднее эта песня была выпущена как стороне Б сингла «The Move Tonight».
В 1980 году Бивэн написал и опубликовал биографию Electric Light Orchestra. Он так же выпустил сольный сингл в 1976 году, представлявший собой кавер-версию «Let There Be Drums» Сэнди Нельсона. Бивэн играл на всех альбомах Electric Light Orchestra и ELO Part II (за исключением альбома 2001 года Zoom).
В 1983 году он заменил Билла Уорда в группе Black Sabbath во время их тура в поддержку альбома Born Again. Бивэн так же играет в клипах к песням «Trashed» и «Zero the Hero».
После смерти Карла Уэйна в 2004 году, он собрал новую группу Bev Bevan’s Move с Филом Три и бывшими коллегами по ELO Part II Филом Бэйтсом и Нилом Локвудом для исполнения в основном классических песен The Move. Бэйтс покинул этот проект в июле 2007 года для участия в реанимированном ELO Part II, который затем был переименован в The Orchestra.
В настоящее время Бивэн ведет радиошоу на BBC. Было объявлено, что 17 января 2011 года он будет награждён звездой на Аллее звёзд в Бирмингеме.

## Личная жизнь
Бивэн проживает в сельской местности графства Уорикшир со своей женой Валери и сыном Адрианом. Он фанат футбольного клуба Вулверхэмптон Уондерерс.